# BDSM-Emblem

Abstrahierte Darstellung des BDSM-Emblems

Als BDSM-Emblem wird ein besonderes Erkennungszeichen aus dem Bereich BDSM bezeichnet.
Das dreigliedrige Design wurde von einem anonymen Designer mit dem Pseudonym Quagmyr als dezentes Insider-Symbol für Anhänger des BDSM entworfen. Es beruht auf der Beschreibung eines Rings, den die Protagonistin „O“ in dem klassischen BDSM-Roman Geschichte der O von Pauline Réage trägt.

Das Symbol findet vor allem im Vereinigten Königreich und in den Vereinigten Staaten in zahlreichen Varianten Verwendung und ist dort seit den 1990er Jahren ein verbreitetes Erkennungszeichen für Anhänger des BDSM.

## Literarische Vorlage

Vereinfachtes Modell des literarischen Vorbilds mit der Triskele

Der als Vorlage dienende Ring ähnelt einem Siegelring und wird in der literarischen Vorlage wie folgt beschrieben:.
„… Der Mann hielt ihr nun eine kleine Holzkette mit lauter gleichen Ringen hin und bat sie, daraus einen Ring zu wählen, der an ihren linken Ringfinger passte. Es waren sonderbare Eisenringe, innen mit Gold gerandet; der breite, schwere Reif, ähnlich der Fassung eines Siegelrings, aber hochgewölbt, trug in Nielloarbeit ein goldenes Rad mit drei Speichen, die spiralenförmig gebogen waren, wie beim Sonnenrad der Kelten.“
Dieses Rad wird auch Triskele, „Dreibein“, genannt.

## Entstehung und Kontroverse
Das Emblem Project ist ein nach eigenen Angaben nichtkommerzielles US-Projekt, das das allgemein einfach „Emblem“ genannte BDSM-Erkennungszeichen herstellt und vertreibt. Die Idee dazu entstand 1994 in einem AOL-Diskussionsforum, als ein Erkennungszeichen gesucht wurde, das unauffällig, dekorativ und nur innerhalb der SM-Subkultur bekannt sein sollte. Erste Prototypen wurden 1995 verkauft. Seit etwa 1997 ist das Emblem insbesondere im Internet bekannt.
Das von einer Einzelperson initiierte und betriebene Projekt wurde wiederholt aufgrund seiner Lizenz- und Kostenbedingungen stark kritisiert. Die Rechtslage bei der Verwendung des Symbols war lange umstritten, Quagmyr wird von mehreren Seiten Copyfraud vorgeworfen.

Infolge der Kontroverse diente das Emblem als Vorlage für mehrere ähnliche Symbole, die sich an ihm orientieren und sein Grunddesign variieren. Diese werden international in vielen Staaten als Erkennungssymbol der BDSM-Szene verwendet.

## Verbreitung

Die BDSM-Flagge, eine weitere Variation des Triskelenmotives

Im deutschsprachigen Raum wird das Emblem seit spätestens 2000 im spezialisierten Fachhandel in Form unterschiedlichster Schmuckstücke angeboten,
es hat sich aber noch nicht allgemein durchgesetzt, hier findet zumeist der Ring der O Verwendung.
Die Grundform des Emblems, die Triskele, wird in einigen rechtsradikalen Kreisen als Ersatz für das in Deutschland verbotene Hakenkreuz benutzt. Manche deutsche Sadomasochisten befürchten daher, dass sie durch die Verwendung des Symbols in die Nähe von Rechtsradikalen gerückt werden könnten.
Die BDSM-Flagge ist eine weitere Variation des in dem Roman ursprünglich verwendeten geometrischen Motives.